# Cooper Bluffs
Die Cooper Bluffs sind hoch aufragende und vereiste Kliffs an der Pennell-Küste des ostantarktischen Viktorialands. Sie ragen in den Anare Mountains auf der Ostseite des Sikow-Gletschers  nahe der Stelle auf, wo jener in die Somow-See mündet.
Teilnehmer der Australian National Antarctic Research Expeditions benannten sie nach Garry C. Cooper von der Royal Australian Air Force, der 1962 an Bord der Thala Dan an der Erkundung dieses Gebiets beteiligt war.